# Murighiol
Murighiol község Tulcea megyében, Dobrudzsában, Romániában. A hozzá tartozó települések: Colina, Dunavățu de Jos, Dunavățu de Sus, Plopul, Sarinasuf és Uzlina.

## Fekvése
A település az ország délkeleti részén található, a megyeszékhelytől, Tulcsától harminckilenc kilométerre délkeletre, a Duna Szent-György-ágának közelében.

## Története
Régi török neve Murgöl, melyből mai neve is ered, jelentése lila tó, utalva a település közelében található tó lila liliomaira.

## Lakossága
A nemzetiségi megoszlás a következő:
| 2002      | 2002 | 2002   |
| --------- | ---- | ------ |
| Románok   | 3449 | 91,29% |
| Ukránok   | 253  | 6,69%  |
| Romák     | 28   | 0,74%  |
| Lipovánok | 18   | 0,47%  |
| Tatárok   | 12   | 0,31%  |
| Törökök   | 8    | 0,21%  |
| Bolgárok  | 6    | 0,15%  |
| Németek   | 1    | 0,02%  |
| Egyéb     | 3    | 0,07%  |
| Összesen  | 3778 | 100,0% |